# Giri Kedaton
Giri Kedaton est un groupe canadien de musiques du monde, originaire de la faculté de musique de l'université de Montréal, Montréal, au Québec. Giri Kedaton est le seul gamelan gong kebyar (en) à 5 notes au Canada.

## Histoire
Giri Kedaton est formé en 1994 par Sylvain Mathieu, qui en fut le directeur artistique pendant près de 12 ans. Pendant plusieurs années, le groupe compte sur l’enseignement des plus grands maîtres balinais, invités par l’Université de Montréal à transmettre les répertoires ancien et moderne aux héritiers canadiens de cette tradition plusieurs fois centenaire.
Dès sa fondation, le groupe se produit dans de nombreux événements et fait naître la curiosité chez le public québécois, qui découvre avec joie les sonorités nouvelles du gamelan indonésien. En 1998, Giri Kedaton fait une apparition remarquée au Festival d’ondes Martenot en interprétant deux œuvres combinant ondes Martenot et gamelan, dont Concerto kebyar du compositeur canadien José Evangelista. Au cours des années 1990, le groupe s’est aussi affiché en se produisant pour la télévision et la radio de Radio-Canada. À l’automne 1999, Giri Kedaton effectue une première tournée de concerts à travers le réseau des Maisons de la Culture Montréal. L’année suivante, le groupe  interprète quelques pièces dans le cadre du 50e anniversaire de la Faculté de musique de l’Université de Montréal, concert diffusé sur les ondes de la radio de Radio-Canada. Depuis 2002, Giri Kedaton continue de se produire en plusieurs endroits au Québec, en plus de donner régulièrement des concerts-bénéfices pour des causes humanitaires et de collaborer à certains projets de l’ambassade d’Indonésie, comme la célébration du 50e anniversaire des relations Indonésie-Canada présenté au DuMaurier Theatre de Toronto et au Musée canadien des civilisations à Gatineau, en 2003.
En 2007 au Théâtre Plaza et en 2008 à la Maison de la Culture Ahuntsic de Montréal, le groupe présente Projet Bali X, un concert composé exclusivement de créations originales alliant la musique balinaise aux musiques urbaines. Fort de la réception enthousiaste du public, le groupe lance un album regroupant ces nouvelles compositions le 21 octobre 2009. Giri Kedaton présente par la suite Projet Bali X à la TOHU le 11 mars 2011.
Après avoir été codirigé par Gabriel Evangelista et Éric Vandal de 2006 à 2009, puis par Éric Vandal et Nino Gabrielli de 2009 à 2015, le groupe est actuellement mené par Pierre Paré-Blais et I Dewa Made Suparta et compte une vingtaine de jeunes musiciens, en plus des danseuses Annick Brault, Chinh Michelot et Ni Komang Swijani.

## Direction artistique

### Pierre Paré-Blais (codirecteur depuis 2015)
Pierre Paré-Blais étudie d’abord le théâtre physique au cégep Marianopolis. C’est à la suite de ses études, en 2005, qu’il se rend à Bali avec le Dell’Arte International School of Physical Theatre pour y étudier les danses de masque (topeng) et le théâtre d’ombres (wayang kulit). C’est là qu’il découvre la musique balinaise, alors que l’un de ses professeurs, apprenant son affinité avec la musique, lui offre de lui apprendre à jouer du gender (instrument qui accompagne le théâtre d’ombres). Durant ce premier voyage, Pierre étudie avec de grands maîtres balinais comme I Anom Putra (danse) et I Wayan Mardika et I Kadek Budi Setiawan (wayang kulit et gender). À son retour à Montréal, il découvre l’atelier de gamelan alors qu’il entame des études en composition électroacoustique à la faculté de musique de l’Université de Montréal, en 2007. Il se joint presque aussitôt au groupe Giri Kedaton, qui lui permettra pendant plusieurs années de garder vivant le puissant lien et l’importante influence qu’aura eue Bali sur son développement artistique lors de ce premier voyage. En 2016, Pierre succède à Éric Vandal et Nino Gabrielli comme directeur artistique du groupe,. Sous sa direction le groupe effectue sa première tournée hors Québec, en se produisant dans 3 villes du Nouveau-Brunswick en mai 2018. En 2017-2018, Il chapeaute également trois concerts en hommage à José Evangelista, fondateur du groupe, en coproduction avec la SMCQ.

### I Dewa Made Suparta (codirecteur depuis 2015)
I Dewa Made Suparta est un musicien, compositeur et professeur issu d’une famille d’artistes du village de Pengosekan, à Bali. Il commence dès sa plus tendre enfance à s’intéresser au monde du gamelan. À 10 ans à peine, il se joint au groupe junior de son village. Dewa est un des membres fondateurs du groupe Çudamani, un des ensembles de gamelan parmi les plus connus tant à Bali qu’à l’étranger. Avec Çudamani, il a eu la chance de se produire un peu partout dans le monde, entre autres au Lincoln Center de New York, en Italie, en Grèce et au Japon.
Depuis qu’il s’est établi au Canada, Dewa a été professeur invité à la Faculté de musique de l’université de Montréal, où il dirige le gamelan Giri Kedaton a titre de directeur musical invité de 2009 à 2012. Il a joué comme artiste invité avec plusieurs gamelans nord-américains, dont le Gamelan Gita Asmara (Vancouver), le Gamelan Semara Winangun (Ottawa), et le Bates College Gamelan Ensemble (Maine). Il enseigne présentement au Conrad Grebel College de l’Université de Waterloo, en Ontario, où il est également directeur artistique de l’ensemble de gamelan local.

### Directeurs artistiques antérieurs
- 1994-2006 : Sylvain Mathieu
- 2006-2009 : Gabriel Evangelista et Éric Vandal, codirecteurs
- 2009-2015  : Éric Vandal et Nino Gabrielli, codirecteurs; I Dewa Made Suparta, directeur invité

#### Éric Vandal
Guitariste fervent de heavy metal pendant son adolescence, Éric Vandal découvre la musique balinaise alors qu'il étudie le jazz au Cégep de Trois Rivières. Découvrant dans cette esthétique un niveau supérieur de puissance sonore et de tempos échevelés, il s'inscrit à l'atelier de gamelan de l'Université de Montréal tout en poursuivant des études en composition avec Michel Longtin. Il se joint en 1998 à l'ensemble Giri Kedaton, où il apprend les canons du répertoire traditionnel balinais avec Sylvain Mathieu. Son intérêt et son implication grandissant de façon exponentielle, il participe en 2004 à un atelier intensif réunissant plusieurs grands maîtres balinais à San Francisco. L'année suivante, grâce à une bourse du Conseil des arts et des lettres du Québec, il se rend à Bali où il étudie le kendang (tambour) avec I Putu Putrawan, et le gender wayang, avec I Made Terip et I Ketut Buda Astra. Éric Vandal est spécialiste des musiques du nord de Bali qu'il a été dans le cadre de recherches doctorales. Il agit à titre de codirecteur artistique de Giri Kedaton de 2006 à 2015.

#### Nino Gabrielli
Dès 2000, Nino Gabrielli s’intéresse à la musique et la culture balinaises, qu’il découvre entre autres grâce aux concerts du gamelan Giri Kedaton qui font sur lui une très forte impression. À l’hiver 2005, il se joint à Giri Kedaton, et apprend les rudiments du gamelan sous l’égide de Sylvain Mathieu. En 2006, lors de son premier voyage à Bali, il acquiert un gamelan selonding (ensemble balinais archaïque à lames de fer), que l’on peut entendre à certaines occasions dans les concerts de Giri Kedaton. En 2008, il obtient une bourse de perfectionnement du Conseil des arts et des lettres du Québec qui lui permettra d’approfondir sa connaissance de ce répertoire. À cette occasion, il y reçoit l’enseignement de I Nyoman Partha Gunawan, de Tenganan, ainsi que du maître I Ketut Buda Astra du village de Sukawati. Il coréalise au courant de 2008-2009 le premier disque du groupe, Projet Bali X,. Il assure la codirection du groupe de 2009 à 2015.

## Danseuses

### Ni Komang Swijani
Ni Komang Swijani est née à Mas (Bali). Encouragée par son père, elle entreprend, en 1977, l’étude de la danse dans son village natal avec le professeur I Nyoman Rumantir. Elle se produit en public pour la première fois deux ans plus tard, à l’âge de neuf ans.
En 1979, elle étudie « Oleg Tamulilingan » avec une des auteures de cette chorégraphie très connue, la célèbre danseuse Ni Gusti Ayu Raka, de Peliatan. L’année suivante, elle travaille avec Ni Wayan Padmi et ajoute à son répertoire l’une des plus belles danses de cour, « Legong Lasem », de même que la danse « Puspa Wresti ». À partir de 1986, elle séjourne à Mataram (sur l’île de Lombok, voisine de Bali), où elle étudie en travail social tout en continuant à pratiquer son art pour le bénéfice de la communauté balinaise de l’endroit.
Depuis son arrivée à Montréal en 1992, elle  danse pour l’Atelier de gamelan ainsi que pour le gamelan Giri Kedaton. En plus de donner des leçons privées, Ni Komang Swijani a enseigné la danse balinaise à l’École nationale de théâtre et à l’Université de Montréal.
Komang Swijani maîtrise plus d’une vingtaine de danses traditionnelles ou contemporaines balinaises et se produit régulièrement dans la région montréalaise. Ses élèves participent fréquemment aux concerts annuels de l’Atelier de gamelan de la faculté de musique de l’Université de Montréal.

### Annick Brault
Annick Brault complète un baccalauréat en danse contemporaine de l’Université du Québec à Montréal en 2001.
Grâce à des bourses de perfectionnement du Fonds Québécois de Recherche sur la Société et la Culture (2003), du Ministère de l’éducation d’Indonésie (2004) et du Conseil des Arts du Canada (2006), Annick séjourne près de deux ans à Bali pour y étudier les danses traditionnelles.  En plus d’obtenir un certificat en danse traditionnelle de l’Institution des Arts d’Indonésie de Bali en 2004, elle se spécialise en danse masculine et de masque topeng auprès du maître danseur I Made Djimat en 2004 et en 2006.

## Ensembles joués
- Gamelan balinais gong kebyar (en) à 5 notes
- Gamelan angklung
- Gamelan de bambou joged bumbung (en)
- Gamelan baleganjur (en)
- Gamelan selonding (en)
- Gamelan gender waygang
- Gamelan Gambang (en)
- Gamelan Gambuh (en)
- Gamelan Gong Suling
- Ensemble d'improvisation gamelan